# Geheege (Rothenburg/O.L.)
Geheege ist ein Ortsteil der oberlausitzischen Kleinstadt Rothenburg/Oberlausitz, der an der Nordsee-Ostsee-Wasserscheide liegt.

## Geographie
Das ebengelegene Straßendorf Geheege befindet sich südwestlich von Rothenburg an der Straße nach Horka.
Bei Geheege haben sich die Lausitzer Neiße, die über die Oder in die Ostsee entwässert, und der Weiße Schöps, der über den Schwarzen Schöps, die Spree, die Havel und die Elbe in die Nordsee entwässert, so dicht angenähert, dass die Wasserscheide zwischen diesen beiden Flüssen nur etwa einen Kilometer vom Neißeufer entfernt liegt. Etwa 500 Meter westlich davon liegt die künstlich angelegte Geheeger „Wasserteile“, an der der Biehainer Bruchgraben aus dem Biehainer Torfstich kommend in zwei Arme geteilt wird. Sein linker Arm fließt als Schwarzgraben in nordwestlicher Richtung nach Spree und mündet dort in den Weißen Schöps; der rechte Arm fließt als Wiegandskanal in südöstlicher Richtung nach Nieder-Neundorf und mündet dort in die Neiße.

## Geschichte
Die urkundliche Ersterwähnung des Ortes erfolgt 1390, als in einem Görlitzer Gerichtsbuch ein Hanus de Gehege genannt wird. In der gleichen Quelle erscheint 1392 Hannos Lesener de Gehege. Der Ortsname dürfte deutschen Ursprungs sein, nachdem deutsche Siedler zu dieser Zeit in das ursprünglich sorbische Dorf kamen.
Im Jahr 1492 wurde Simon Ritter von Gehege in einer Görlitzer Ratsrechnung erwähnt, seit 1544 ist auch ein Rittergut bezeugt. Es befand sich im Besitz derer von Nostitz auf Nieder-Neundorf und ging 1620 an den Nostitzer Zweig in Rothenburg über.
Am 14. Oktober 1824, inzwischen gehörte das Dorf zum preußisch-schlesischen Landkreis Rothenburg (Ob. Laus.), brannten sieben Häuser ab. 1854 wurde in Geheege „ein Stück Golddraht von hohem Werte [gefunden], das wahrscheinlich aus der Wendenzeit stammt.“
Nach dem Ersten Weltkrieg wurde vor der 1914 erbauten Schule ein Weltkriegsdenkmal aufgestellt. Es handelte sich dabei um einen Obelisken aus Granit.
Am 1. Januar 1973 wurde Geheege nach Rothenburg eingemeindet.

### Bevölkerungsentwicklung
| Jahr | Einwohner |
| ---- | --------- |
| 1825 | 178       |
| 1837 | 207       |
| 1871 | 221       |
| 1885 | 218       |
| 1905 | 217       |
| 1925 | 237       |
| 1939 | 262       |
| 1946 | 332       |
| 1950 | 335       |
| 1964 | 316       |
| 2006 | 248       |
| 2014 | 247       |

Im Jahr 1777 wirtschafteten in Geheege drei besessene Mann, neun Gärtner und vier Häusler.
Die Einwohnerzahl Geheeges wuchs seit dem Anfang des 19. Jahrhunderts langsam aber stetig bis zum Deutsch-Französischen Krieg. Bis zum Ersten Weltkrieg stagnierte die Zahl, wuchs in der Zwischenweltkriegszeit jedoch wieder. Nach dem Zweiten Weltkrieg erreichte die Zahl durch Flüchtlinge und Vertriebene aus den ehemals deutschen Ostgebieten mit über 330 einen Höchststand, die Einwohnerzahl hatte sich gegenüber der Zahl Anfang des 19. Jahrhunderts fast verdoppelt.
Bis zur Jahrtausendwende fiel die Einwohnerzahl allmählich wieder auf das Niveau der Zwischenkriegszeit.